# Associação Brasileira de Startups

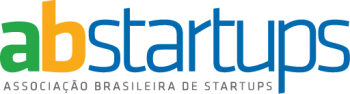
Logotipo da Associação Brasileira de Startups

Associação Brasileira de Startups (ABStartups) é uma instituição sem fins lucrativos que visa impulsionar o cenário de empreendedorismo tecnológico no Brasil e auxiliar novos profissionais no ramo. Uma associação é uma organização resultante da reunião legal entre duas ou mais pessoas, com ou sem personalidade jurídica, sem fins lucrativos para a realização de um objetivo comum.
Foi criada em 2011, muito inspirada no movimento iniciado pela Associação Campinas Startups criada em 2010, para que representasse os interesses das startups e desses empreendedores no Brasil de uma maneira geral.

## Projetos

### CASE
A Conferência Anual de Startups e Empreendedorismo (CASE), organizada pela ABS, teve sua primeira edição em novembro de  2014. É um dos maiores eventos da América Latina, e o maior do Brasil nesse segmento.

### EdTech
Em abril de 2015, com o apoio da FGV/EAESP, foi lançado o comitê de EdTech, voltado para as Startups de Tecnologias para a Educação (EdTech). Composto por uma diretoria composta por fundadores de 10 Startups de EdTech, o comitê promove encontros mensais, presenciais e online, com a missão de conectar grandes empresas, investidores e startups do setor. Em 2015 também foi organizado o primeiro Pitch Corporate da ABS voltado para o mercado de EdTech, baseando-se no seguinte conceito: "Grandes empresas que atuam no setor de educação necessitam inovar para continuar crescendo, enquanto Startups podem começar a crescer justamente ao resolver desafios tecnológicos ou de mercado enfrentados por estas grandes empresas." A primeira edição ocorreu no dia 7 de maio de 2015, no auditório da Microsoft Brasil em São Paulo.

### StartupTalks
É uma série de bate-papos onde os empreendedores são os grandes protagonistas, trocando experiências sobre o desafio de empreender e viver a cultura startup todos os dias. O evento foi lançado na Campus Party 2014.